# Jewgienij Zagdanski
Jewgienij Pietrowicz Zagdanski (ros. Евге́ний Петро́вич Загда́нский, ukr. Євге́н Петро́вич Загда́нський; ur. 7 stycznia 1919, zm. 8 września 1997) – radziecki scenarzysta. 
Zasłużony Pracownik Kultury Ukraińskiej SRR (1969). W 1954 ukończył studia na Wydziale Prawa Kijowskiego Państwowego Uniwersytetu im. T. H. Szewczenki. Uczestnik II wojny światowej. W latach 1952–1980 redaktor kijowskiego studia filmów popularnonaukowych. Scenarzysta filmów popularno-naukowych i animowanych. Autor książek Filmy, obrazy, formuły «Фильмы, образы, формулы» (1971) oraz «От мысли к образу» (1986).

## Wybrane scenariusze filmowe
- 1981: Alicja w Krainie Czarów
- 1982: Alicja po drugiej stronie lustra